# Islanders
Islanders (в игре записывается заглавными буквами) — казуальная игра в жанре градостроительного симулятора, разработанная и изданная немецкой инди-студией Grizzly Games. Изначально игра вышла в Steam под Windows 4 апреля 2019 года, а в июне получила поддержку MacOS и Linux. Консольная версия, названная Islanders: Console Edition, вышла под Nintendo Switch 11 августа 2021 года, а под PlayStation 4 и Xbox One — 26 августа 2021. Консольную версию издала компания Coatsink, 23 мая 2022 года сообщившая, что купила Islanders у Grizzly Games.
Игровой процесс Islanders выглядит так: игрок размещает здания из инвентаря на острове, созданном процедурной генерацией, и получает очки. Очки добавляют в инвентарь всё новые здания, через некоторое время разблокируют новые типы зданий и позволяют переходить на новый остров, продолжая игровую сессию. Сессия кончается, когда у игрока больше не осталось зданий, либо когда на острове больше не осталось места. Общая цель игры — набрать как можно больше очков за сессию.
Разработка Islanders заняла 7 месяцев, в это время работавшие над игрой сотрудники Grizzly Games получали высшее образование по специальности геймдизайн в Берлинском институте техники и экономики. Разработчиков объединила любовь к градостроительным симуляторам, они приняли решение сконцентрироваться на минималистичном дизайне из-за ограниченности ресурсов. Процедурная генерация островов позволила, с одной стороны, сделать игру с простой механикой, а с другой — дать игрокам достаточно разнообразный мир для продолжительных сессий.
Критики оценили Islanders в основном положительно. В большинстве отзывов отмечается минималистичный дизайн: низкополигональные объекты, звуковой дизайн, а также простая, но затягивающая игровая механика. Некоторые отзывы критиковали эти же особенности, так как их авторы сочли, что в игре есть место для бо́льшей сложности. В апреле 2019 года Islanders находилась в топ-20 самых продаваемых игр на Steam. Несколько журналистов включили её в список своих любимых игр 2019 года.

## Геймплей

Планирование постройки цирка с указанием добавляемых очков. Также на экране видно, сколько очков недостаёт до добавления новой пачки зданий в инвентарь, список доступных зданий и прогресс до нового острова

В начале сессии игрокам выдаётся небольшой процедурно сгенерированный остров. Острова бывают нескольких видов, они разнятся в том числе тем, какие виды почвы на них встречаются — это важно для некоторых зданий. Игрок должен выбрать одну из двух начальных пачек зданий, которые выдают здания, объединённые общей темой, такой как лесозаготовка, фермерство или рыбалка. При выборе здания из инвентаря и перемещении его по карте игра показывает полупрозрачную сферу вокруг здания, иллюстрирующую, на каком максимальном расстоянии могут стоять соседние здания (и другие объекты, такие как деревья) для того, чтобы добавить или отнять у игрока очки от соседства с выбранным зданием. Размер сферы зависит от типа здания.
Соседство со зданиями и объектами подходящего типа добавляет очки, а соседство с неподходящими — отнимает. К примеру, цирк получает очки за каждый дом, попавший в его сферу, а за каждый особняк в его сфере очки, наоборот, вычитаются. Так как изменения в количестве очков отображаются ещё во время планирования того, куда поставить здание, игрок может выбрать самое удачное место для него до установки. Также на этапе планирования здания можно вращать, но после установки их нельзя ни двигать, ни удалять, ни строить поверх; таким образом, смысл игры заключается в удачном позиционировании зданий.
После размещения здания на карте оно исчезает из инвентаря. Когда игрок набирает требуемое количество очков, ему снова предлагается выбрать одну из двух тем для следующей пачки зданий, в которую также входит несколько копий зданий, уже размещённых на карте. Таким образом постепенно открываются всё новые и новые типы зданий, такие как золотая шахта и курорт, у которых более специфические требования к окружению, но которые потенциально могут принести больше очков. Набор очков также раскрашивает иконку острова внизу экрана; после того, как она оказывается полностью цветной, игрок может нажать на неё, чтобы перенестись на следующий остров. По мере продвижения в игре количество очков для пополнения инвентаря и перехода на следующий уровень увеличивается. Игроки могут оставаться на острове и после заполнения иконки перехода на следующий остров, пополняя очки и далее. Сессия кончается, если в инвентаре больше не остаётся зданий, а также если на карте больше не остаётся места для строительства, а переход на следующий остров ещё не доступен. набранные очки при переходе на следующий остров не сбрасываются, общей целью игры является набор как можно большего количества очков за всю сессию.
В игру намеренно не добавляли многие характерные особенности градостроительных симуляторов, такие как набор ресурсов, управление транспортными потоками и исследование технологий. Также там нет побочных или необязательных целей, хотя присутствует список достижений. Единственный элемент мультиплеера — глобальный список лучших результатов всех игроков.

## Разработка
В Grizzly Games работает три человека: Пауль Шнепф, Фридеман Алльменрёдер и Йонас Тироллер, встретившиеся во время получения степени бакалавра геймдизайна в БИТЭ. Шнепф и Алльменрёдер работали вместе над курсовым проектом, небольшой экспериментальной игре под названием ROM. На втором курсе они разработали минималистичный симулятор вингсьюта в сотрудничестве с другим студентом, Шахриаром Шахраби, который решили официально издать; для этого была основана компания Grizzly Games. После релиза Superflight Шахраби покинул компанию, и на третьем курсе к Шнепфу и Алльменрёдеру присоединился Тироллер, после чего они начали работать над Islanders, для которой выбрали движок Unity.
Разработка Islanders началась с трёхнедельного подготовительного этапа, во время которого разработчики занимались исследовательской работой, прототипированием и уточнением концепций. Решение о разработке градостроительного симулятора было вдохновлено любимыми играми разработчиков: Anno, The Settlers и SimCity. Цикл разработки Islanders занял всего семь месяцев: четыре на основные работы и ещё три на доработку и приготовление игры к релизу.
В интервью журналу Game World Observer Алльменрёдер сказал, что Islanders — это развитие идей игры Superflight в области минимализма и процедурной генерации. Так как в команде было всего три человека, им всем пришлось заниматься сразу несколькими аспектами игры. Вместо того, чтобы безуспешно пытаться справиться с ограничениями, накладываемыми количеством людей, занятых игрой, они решили сосредоточиться на простоте: создать игру, которая бы была достаточно проста для коротких игровых сессий, но достаточно занимательна, чтобы возвращаться к ней. Шнепф сравнил процесс строительства города в Islanders с созданием сада.
Во время разработки Superflight команда создала скрипт, быстро генерировавший новые уровни из заранее подготовленных блоков, для тестирования процедурной генерации. Разработчики заметили, что получать новые уровни каждый раз при начале новой игры интересно, хотя это не даёт дополнительной нагрузки на них, и решили использовать процедурную генерацию для Islanders. При работе над игрой команда постоянно задавала себе вопрос: «Можем ли мы сделать её ещё проще? Потеряет ли она от этого?». Игровой процесс несколько раз менялся, в том числе рассматривался выпуск игры с разными системами оценки для дня и ночи, но в итоге команда остановилась на простом подсчёте очков в зависимости от расстояния от размещаемого объекта. Также разработчики стремились сделать архитектурный стиль нейтральным, не похожим на конкретный исторический период или культуру.

### Релиз и обновления
Игра изначально вышла в Steam под Windows 4 апреля 2019 года. Позже игру расширили обновлениями: появились новые типы островов и новые здания, такие как фермы водорослей и монументы, а также новые режимы игры, такие как фоторежим, убирающий элементы интерфейса с экрана для скриншотов. Последнее крупное обновление вышло в июне: оно добавило поддержку MacOS и Linux, режим песочницы, убирающий подсчёт очков и позволяющий выбирать любые здания, а также добавивший в обычный режим кнопку отмены последнего действия.
Islanders: Console Edition разрабатывалась Grizzly Games совместно с Coatsink, она вышла в 2021 году. Версия под Nintendo Switch вышла 11 августа 2021 года. Версии для PlayStation 4 и Xbox One вышли 26 августа того же года. Обратная совместимость позволяет также играть в Islanders на PlayStation 5 и Xbox Series X/S. Версия для приставок содержит дополнительные виды островов, цветовые схемы и один новый тип зданий. 23 мая 2022 года Coatsink объявила, что купила Islanders и планирует создавать к ней загружаемый контент, версии для других платформ и возможно будет работать над следующей часть. Grizzly Games будут принимать участие в разработке, но какое именно — не указывается.

## Отзывы
| Сводный рейтинг        | Сводный рейтинг |
| Агрегатор              | Оценка          |
| ---------------------- | --------------- |
| Metacritic             | 82/100          |
| Иноязычные издания     |                 |
| Издание                | Оценка          |
| Edge                   | 8/10            |
| Critical Hit           | 8/10            |
| The Games Machine      | 8,8/10          |
| Hardcore Gamer         | 4/5             |
| The Indie Game Website | 8/10            |
| Millenium              | 84/100          |
| TechRaptor             | 9,0/10          |

Islanders получила преимущественно положительные отзывы; на Metacritic у игры 82/100 очков по системе взвешенного среднего. Критики хвалили минимализм в геймплее и в визуальном оформлении игры, а также расслабляющий саундтрек. Игра стала коммерчески успешна, в апреле 2019 года она находилась среди 20 наиболее популярных новых релизов в Steam. В июле журнал Rock, Paper, Shotgun поместил эту игру в список лучших игр, вышедших за первое полугодие 2019 года. Люк Планкетт, обозреватель Kotaku, поместил Islanders в список 10 лучших игр 2019 года. Его коллега по изданию Пол Тамайо назвал одной из самых расслабляющих игр года.
Многие критики особенно подчёркивали удачность решения с простым геймплеем, называя игру расслабляющей или медитативной. Люк Планкетт в своём отзыве назвал Islanders «чистым градостроительством. Ни мороки, ни помех». Авторы отзывов также пришли к заключению, что простая игровая механика позволяла играть сессиями разной продолжительности, многим понравилась возможность играть понемногу. Обозреватель журнала Edge и Кэсс Маршалл из издания Polygon описали игру словосочетанием palate cleanser («нейтрализатор вкуса», закуска, избавляющая от вкуса прошлого блюда для подготовки к употреблению следующего), имея в виду, что в неё можно играть между сессиями более сложных игр. Другие же сочли, что игра и сама подходит для длинных сессий. Несколько рецензий содержали сравнение процесса оптимальной расстановки зданий в Islanders с Тетрисом.
Визуальный стиль игры также привлёк положительные комментарии рецензентов. Французский геймерский сайт Millenium похвалил удачную цветовую палитру и формы зданий. Сэмюэл Гульельмо с сайта TechRaptor заметил, что стал ставить здания в красивых локациях даже в ущерб количеству очков. Рецензия на сайте Edge также включает аналогичную «битву красоты и эффективности», но там упоминается, что остров выглядит красиво даже когда игрок фокусируется на получении максимального числа очков. Бенья Хиллер из немецкого инди-журнала Welcome to Last Week похвалила отсутствие людей в игре: «Здесь нет мерзких людишек. Никто не трясёт перед тобой пальцем и не требует починить дорогу».
Некоторые рецензенты сочли, что игра поощряет философские размышления. Майкл Мур в рецензии для The Verge посчитал, что постепенное изменение острова от нетронутой природы к плотно застроенному клочку земли честно отражает эксплуатацию природы человеком. Похожие мысли высказывал и Кристиан Донлан  из Eurogamer: «Великолепные низкополигональные острова, застроенные зданиями — это прекрасное зрелище или преступление против природы?». Ему понравилось. что игра позволяет игроку решать этот вопрос самостоятельно, не навязывая своё видение. В рецензии консольной версии для Nintendo Life Роланд Ингрем написал, что Islanders показывает, «как игры производят смысл из абстрактных систем». Райан Янг в рецензии для The Indie Games Website упоминал «игровое настроение», которое Islanders вызывает благодаря медленному темпу развития событий и возможности вызвать неконтролируемую энтропию неудачным расставлением зданий.
Минимализм игры вызвал критику тех рецензентов, которые хотели получить от игры больше. Отсутствие анимированных жителей разочаровало Николо Паскетто с сайта The Games Machine и Элис Лигори из Rock, Paper, Shotgun, по их мнению, острова в игре выглядят мёртвыми. Некоторые критики ругали саундтрек, состоящий всего из одного трека. Другим объектом для критики стала игровая механика. В рецензии в журнале Millenium высказывалось пожелание увидеть и другие цели помимо простого набора очков, в рецензии на консольную версию Джо Финдлей из Comics Gaming Magazine заявил, что отсутствие последствий от размещения зданий делает игру бессмысленной для него. Рецензия в журнале Edge отмечала, что игра требует въедливости при размещении зданий, а Алессандро Барбосе из Critical Hit не понравилось, что изначально в игре не было кнопки отмены. Некоторые отзывы критиковали необходимость начинать с простых островов после начала новой сессии. Янг заявил, что перспектива начинать всё заново вызвала у него такой стресс, что он решил просто больше не играть. Рахуль Ширке из IND13 высказал пожелание о том, чтобы при старте игры можно было выбрать размер или тип острова, а Алек Меер хотел бы получить возможность начинать текущий остров заново.

### Консольная версия
| Сводный рейтинг        | Сводный рейтинг |
| Агрегатор              | Оценка          |
| ---------------------- | --------------- |
| Metacritic             | 76/100          |
| Иноязычные издания     |                 |
| Издание                | Оценка          |
| Nintendo Life          | 9/10            |
| Nintendo World Report  | 8/10            |
| Push Square            | 8/10            |
| Comics Gaming Magazine | 5,5/10          |
| Pure Nintendo          | 8,5             |

Отзывы на Islanders: Console Edition также были в основном положительными; версия для Switch получила 76/100 на Metacritic. В целом в рецензиях высказывалась мысль о том, что расслабленный геймплей и низкополигональная графика хорошо подходят Nintendo Switch — как если ей держать в руках, так и в докере. Вместе с этим, многие посчитали, что управление в Islanders плохо подходит для контроллеров. Ингрем написал, что игра с контроллером иногда скатывается в волокиту. Уиллем Хилхорст в рецензии для Nintendo World Report разругал «раздражающее» управление. Также он заявил, что игра должна более прямо сообщать о том, как размещать здания, поскольку ему это показалось неинтуитивным. Некоторые рецензенты сравнивали Islanders с Dorfromantik, головоломкой с элементами градостроительного симулятора.

### Комментарии
1. ↑  Paul Schnepf, Friedemann Allmenröder, Jonas Tyroller
2. ↑  Shahriar Shahrabi
3. ↑  Luke Plunkett
4. ↑  Paul Tamayo
5. ↑  Luke Plunkett
6. ↑  Cass Marshall
7. ↑  Samuel Guglielmo
8. ↑  Benja Hiller
9. ↑  there are no annoying people. Nobody who wags his finger maliciously in front of you and says: Now take care of the road damage
10. ↑  Michael Moore
11. ↑  Christian Donlan
12. ↑  Is it nice to see one of the game's gorgeous low-poly islands filled with buildings, or is it a crime against nature?
13. ↑  Roland Ingram
14. ↑  how games build meaning from abstract systems
15. ↑  Ryan Young
16. ↑  Nicoló Paschetto
17. ↑  Alice Liguori
18. ↑  Joe Findlay
19. ↑  Alessandro Barbosa
20. ↑  Rahul Shirke
21. ↑  Alec Meer
22. ↑  Willem Hilhorst

### Сноски
1. 1 2 3 4 5 6 7 8 9 10 11 12  Steam — 2003.
2. ↑  Plunkett, Luke. Islanders Looks Like The Cutest Lil' City-Building Game (англ.). Kotaku. G/O Media (12 марта 2019). Дата обращения: 2 августа 2019. Архивировано 2 августа 2019 года.
3. 1 2 3 4 5 6 7  Cunningham, James. Review: Islanders (англ.). Hardcore Gamer (8 апреля 2019). Дата обращения: 25 августа 2019. Архивировано 11 октября 2019 года.
4. 1 2 3 4 5 6 7  Paschetto, Nicoló. Islanders – Recensione. Islanders – Reviews (итал.). The Games Machine. Aktia srl (19 апреля 2019). Дата обращения: 3 августа 2019. Архивировано 3 августа 2019 года.
5. 1 2 3 4 5 6  Barbosa, Alessandro. Islanders review–Streamlined, simple and satisfying (англ.). Critical Hit (9 апреля 2019). Дата обращения: 3 августа 2019. Архивировано 3 июня 2019 года.
6. 1 2 3 4 5 6 7 8 9 10 11  Play: Islanders. Edge. Future plc. July 2019. pp. 120–121.
7. 1 2 3 4  Livingston, Christopher. Islanders is the most relaxing strategy game ever (англ.). PC Gamer. Future plc (8 апреля 2019). Дата обращения: 2 августа 2019. Архивировано 26 мая 2019 года.
8. 1 2  Donlan, Christian. Islanders is a city-builder with new ideas (англ.). Eurogamer. Gamer Network (18 апреля 2019). Дата обращения: 29 декабря 2020. Архивировано 5 января 2021 года.
9. 1 2 3  Hiller, Benja. Islanders Review | Entspannter Städtebau | Ich will zurück nach Islanders (нем.). Welcome To Last Week. 100kiloherz medien (17 апреля 2019). Дата обращения: 3 мая 2020. Архивировано 19 сентября 2020 года.
10. 1 2 3 4  Donlan, Christian. Islanders: Console Edition review - a gloriously dreamy approach to city-building (англ.). Eurogamer. Gamer Network (19 августа 2021). Дата обращения: 19 августа 2021. Архивировано 19 августа 2021 года.
11. 1 2  Pask, Kelly. Islanders is the most relaxing city-builder I've ever played (англ.). PCGamesN. Network N (10 апреля 2019). Дата обращения: 25 августа 2019. Архивировано 3 августа 2019 года.
12. 1 2 3 4 5 6  Meer, Alec. Wot I Think: Islanders (англ.). Rock, Paper, Shotgun. Gamer Network (4 апреля 2019). Дата обращения: 2 августа 2019. Архивировано 2 августа 2019 года.
13. 1 2 3 4  Marshall, Cass. Islanders is a bite-sized palate cleanser of a civilization builder. Polygon. Vox Media (5 апреля 2019). Дата обращения: 2 августа 2019. Архивировано 11 июня 2019 года.
14. 1 2 3 4  Plunkett, Luke. Islanders Is Almost The Perfect City-Building Game (англ.). Kotaku. G/O Media (4 апреля 2019). Дата обращения: 2 августа 2019. Архивировано 23 апреля 2019 года.
15. 1 2  Moore, Michael. These two city-building puzzle games play very differently, but share a grim outlook on the environment. The Verge. Vox Media (28 апреля 2019). Дата обращения: 2 августа 2019. Архивировано 2 августа 2019 года.
16. 1 2 3  Streva, Frank. Minimalist City Builder "Islanders" Gets Mac and Linux Support, Sandbox Mode (англ.). Niche Gamer (22 июня 2019). Дата обращения: 2 августа 2019. Архивировано 2 августа 2019 года.
17. 1 2 3 4 5 6  Test: Islanders se fait une place sur nos PC. (фр.). Millenium. Webedia (10 апреля 2019). Дата обращения: 3 августа 2019. Архивировано 7 мая 2019 года.
18. 1 2 3 4 5 6 7 8 9  Nesterenko, Oleg. Strategic minimalism behind indie hit Islanders (англ.). Game World Observer. WN Media Group (14 июня 2019). Дата обращения: 24 августа 2019. Архивировано 23 августа 2019 года.
19. 1 2  Schnepf, Paul. Islanders (англ.). paulschnepf.com. Дата обращения: 24 августа 2019. Архивировано 3 августа 2019 года.
20. 1 2 3 4  Ozzy, Dave. A chilled and exclusive interview with Islanders developer GrizzlyGames (брит. англ.). TheXboxHub (26 августа 2021). Дата обращения: 29 августа 2021. Архивировано 29 августа 2021 года.
21. 1 2  Gordon, Lewis (2 октября 2021). Slow Down With These Serene City-Building Games. Wired (англ.). ISSN 1059-1028. Архивировано 2 октября 2021. Дата обращения: 3 октября 2021.
22. ↑  Paul Schnepf, Friedemann Allmenröder, Jonas Tyroller. Islanders :: Content update I (англ.). Steam. Valve Corporation (7 мая 2019). Дата обращения: 3 мая 2019. Архивировано 9 мая 2019 года.
23. ↑  Allen, Joseph. Islanders Update Adds Sandbox Mode, Extended Support, And More (англ.). TechRaptor (20 июня 2019). Дата обращения: 2 августа 2019. Архивировано 2 августа 2019 года.
24. ↑  Diaz, Ana. 7 new indie games coming to Switch today (англ.). Polygon (11 августа 2021). Дата обращения: 11 августа 2021. Архивировано 11 августа 2021 года.
25. ↑  Romano, Sal. Minimalist strategy game ISLANDERS: Console Edition now available for Switch; launches-08-26 for PS5, Xbox Series, PS4, and Xbox One (англ.). Gematsu (11 августа 2021). Дата обращения: 15 августа 2021. Архивировано 15 августа 2021 года.
26. ↑  Frequently Asked Questions (FAQs) (англ.). Islanders: Console Edition. Coatsink. Дата обращения: 26 августа 2021. Архивировано 13 августа 2021 года.
27. ↑  Kerr, Chris. Coatsink and Thunderful buy Islanders franchise from Grizzly Games. Game Developer (23 мая 2022). Дата обращения: 24 мая 2022. Архивировано 25 декабря 2022 года.
28. 1 2  Islanders (англ.). Metacritic. Дата обращения: 11 декабря 2020. Архивировано 23 сентября 2020 года.
29. 1 2  Chahine, Rogan. Review Roundup: Islanders, Zombotron, Monster Slayers & More! (англ.). The Indie Game Website (30 апреля 2019). Дата обращения: 3 августа 2019. Архивировано 30 июня 2019 года.
30. 1 2 3 4  Guglielmo, Samuel. Islanders Review – If You're Fond of Sand Dunes and Salty Air (англ.). TechRaptor (4 апреля 2019). Дата обращения: 25 августа 2019. Архивировано 2 августа 2019 года.
31. ↑  Top Steam Releases of-04-2019 (англ.). Steam Blog (23 мая 2019). Дата обращения: 5 января 2021. Архивировано 5 января 2021 года.
32. ↑  The best games of 2019 so far (англ.). Rock, Paper, Shotgun. Gamer Network (10 июля 2019). Дата обращения: 2 августа 2019. Архивировано 27 июля 2019 года.
33. ↑  Plunkett, Luke. Luke Plunkett's Top 10 Games Of 2019 (англ.). Kotaku. G/O Media (17 декабря 2019). Дата обращения: 19 декабря 2019. Архивировано 18 декабря 2019 года.
34. ↑  Tamayo, Paul. 2019's Most Relaxing Games (And Most Stressful Ones) (англ.). Kotaku. G/O Media (17 декабря 2019). Дата обращения: 19 декабря 2019. Архивировано 19 декабря 2019 года.
35. 1 2 3 4 5 6  Ingram, Roland. Mini Review: Islanders Console Edition - Serene, Superb, And More 'Tetris' Than 'SimCity' (англ.). Nintendo Life (15 августа 2021). Дата обращения: 19 августа 2021. Архивировано 19 августа 2021 года.
36. 1 2  Young, Ryan. Islanders Is A Dangerous Lesson In Entropy (англ.). The Indie Game Website. Game If You Are (8 мая 2019). Дата обращения: 13 декабря 2020. Архивировано 23 декабря 2020 года.
37. ↑  Liguori, Alice. Have You Played… Islanders? (англ.). Rock, Paper, Shotgun. Gamer Network (9 июля 2019). Дата обращения: 3 мая 2020. Архивировано 23 сентября 2020 года.
38. 1 2  Findlay, Joe. Islanders: Console Edition (Switch) Review. Comics Gaming Magazine (22 сентября 2021). Дата обращения: 3 октября 2021. Архивировано 3 октября 2021 года.
39. ↑  Shirke, Rahul. Islanders – Review (англ.). IND13 (5 апреля 2019). Дата обращения: 25 августа 2019. Архивировано 24 декабря 2020 года.
40. 1 2  Islanders: Console Edition (англ.). Metacritic. Дата обращения: 19 августа 2021. Архивировано 19 августа 2021 года.
41. 1 2 3  Hilhorst, Willem. Islanders: Console Edition (Switch) Review. Nintendo World Report (13 августа 2021). Дата обращения: 19 августа 2021. Архивировано 19 августа 2021 года.
42. 1 2  Ramsey, Robert. Mini Review: Islanders: Console Edition (PS4) - Simple Builder Is Brilliantly Effective (англ.). Push Square (26 августа 2021). Дата обращения: 26 августа 2021. Архивировано 26 августа 2021 года.
43. 1 2  Truder, Morgan. Review: Islanders: Console Edition (Nintendo Switch). Pure Nintendo Magazine (30 сентября 2021). Дата обращения: 3 октября 2021. Архивировано 26 декабря 2022 года.
44. ↑  Donlan, Christian. Steam Game Festival: Dorfromantik is an absolute delight (англ.). Eurogamer (5 февраля 2021). Дата обращения: 3 октября 2021. Архивировано 17 апреля 2021 года.